# Atrek
Atrek är en flod i norra Iran, 550 kilometer lång.
Atrek upprinner på Hasar-Mesdschid bildar i sitt nedre lopp gräns mellan Iran och Turkmenistan och mynnar i Hassan Kuli-bukten i Kaspiska havet.